# Clemens Doppler
Clemens Doppler (* 6. September 1980 in Kirchdorf an der Krems) ist ein ehemaliger österreichischer Beachvolleyball- und Volleyballspieler. In der Halle war er österreichischer Nationalspieler. Als Beachvolleyballer nahm er an drei Olympischen Spielen sowie mehreren Weltmeisterschaften teil. Er wurde Vizeweltmeister sowie zweimal Europameister. Außerdem gewann er neun Mal die österreichische Meisterschaft.

## Karriere Halle
Doppler begann als Volleyballer in der Halle. Im Nachwuchsbereich wurde er viermal österreichischer Meister. 1995 spielte er für den VBC Steyr und war damit der jüngste Spieler in der Bundesliga. Später wechselte er zu den HotVolleys Wien. Mit der Mannschaft aus der Hauptstadt gewann er jeweils zweimal die österreichische Meisterschaft und den nationalen Pokal. Außerdem absolvierte Doppler 60 Spiele für die österreichische Nationalmannschaft. 2001 beendete er seine Karriere als Hallen-Volleyballer, um sich auf Beachvolleyball zu konzentrieren.

## Karriere Beach
1996 begann Doppler mit dem Beachvolleyball. Seinen ersten internationalen Auftritt hatte er beim Challenger-Turnier in Ostende mit Helmut Hirner. Das Duo wurde 1997 in Zagreb Vizeeuropameister der U20. 1998 spielten Doppler/Hirner in Lignano und Klagenfurt ihre ersten Open-Turniere der FIVB World Tour. In der folgenden Saison absolvierten sie zwei Challenger-Turniere und erneut die Klagenfurt Open. 2001 spielte Doppler mit Dietmar Maderböck. Bei vier Open-Turnieren der World Tour kamen sie nicht über den 37. Platz hinaus. Sie nahmen an der Weltmeisterschaft in Klagenfurt teil. Dort kamen sie gegen die deutschen Olympiadritten Ahmann/Hager in den Tiebreak, verloren aber letztlich beide Gruppenspiele und schieden nach der Vorrunde aus. Bei der österreichischen Meisterschaft gewannen Doppler/Maderböck hingegen den Titel. Mit Peter Gartmayer wurde Doppler im portugiesischen Esposende U23-Vizeeuropameister.

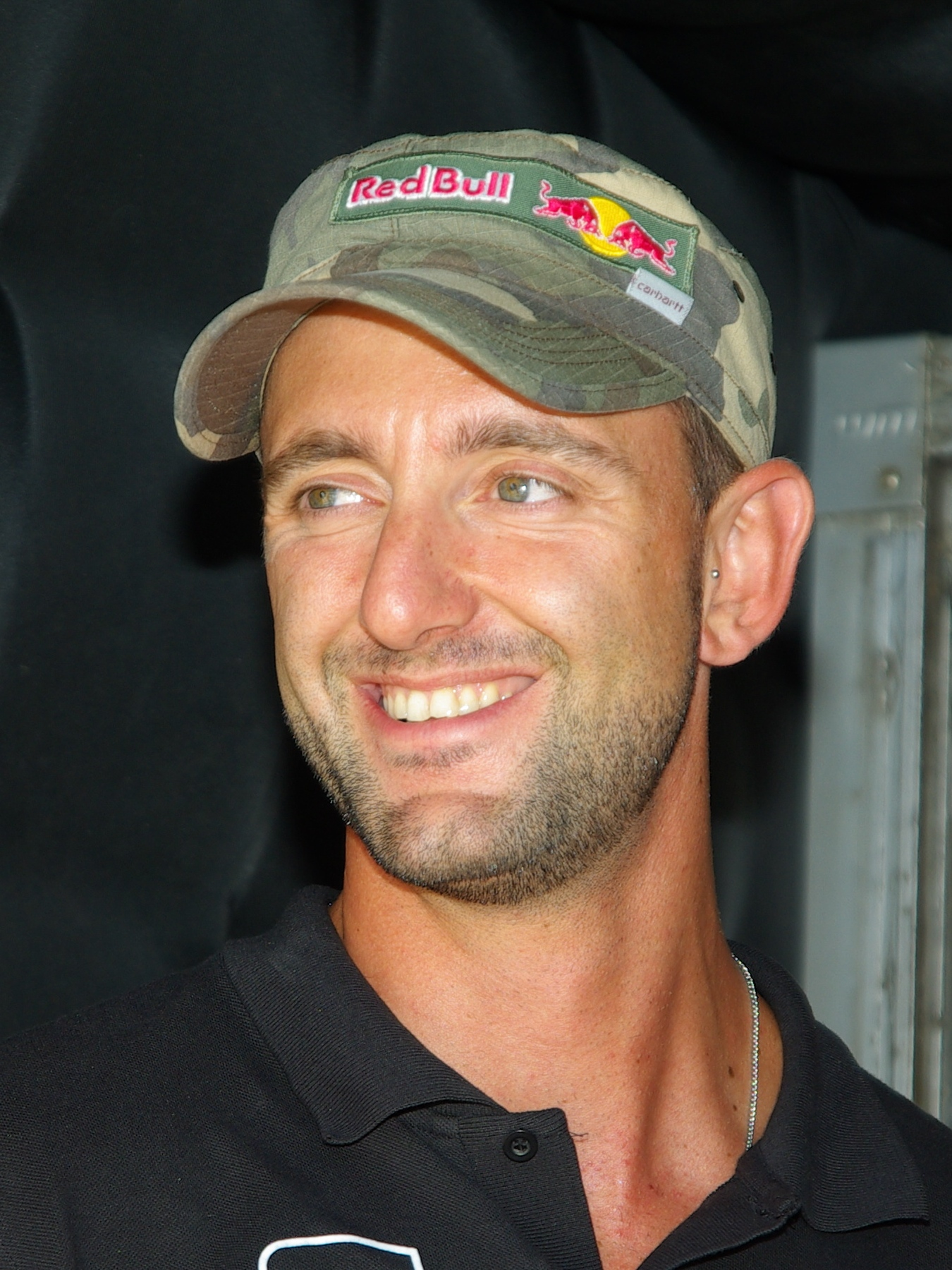
Bei den Austrian Masters 2008 in St. Pölten

2002 bildete Doppler ein neues Duo mit Nik Berger. Gleich bei ihren ersten beiden gemeinsamen Open-Turnieren in Berlin und Gstaad kamen sie als Neunte in die Runde der letzten 16. Dieses Ergebnis gelang ihnen auch bei den Grand Slams in Marseille und Mallorca. Bei den Montreal Open und dem Heimturnier in Klagenfurt schnitten sie als Fünfte noch besser ab. Bei der österreichischen Meisterschaft verteidigte Doppler mit Berger seinen Titel aus dem Vorjahr. Die Saison 2003 eröffneten sie mit einem dritten Platz bei den Rhodos Open. Es folgten ein vierter Rang in Gstaad und vier Turniere, bei denen sie jeweils Neunter wurden. Nach einem erneuten fünften Platz in Klagenfurt reisten sie zur Europameisterschaft in Alanya. Sie gewannen ihre Vorrundengruppe und erreichten danach ohne Satzverlust das Finale, in dem sie sich mit einem 16:14 im Tiebreak gegen die deutschen Titelverteidiger Markus Dieckmann und Jonas Reckermann durchsetzten. Die neuen Europameister gewannen damit die erste Medaille für Österreich. Nach der EM wurden sie Neunte der Mallorca Open und Vierte des Grand Slams in Los Angeles. Bei der WM in Rio de Janeiro kamen sie als Gruppenzweite in die K.-o.-Runde, in der sie den Schweizern Heuscher/Kobel unterlagen. National gelang ihnen die Titelverteidigung, so dass Doppler persönlich zum dritten Mal in Folge österreichischer Meister wurde.
In die Saison 2004 starteten Doppler/Berger mit einem 13. Platz in Salvador da Bahia. Nach einigen schlechteren Ergebnissen auf der World Tour gewannen sie ihre Vorrundengruppe bei der EM in Timmendorfer Strand, bevor die Titelverteidiger im Achtelfinale von den Norwegern Horrem/Maaseide entthront wurden. In der folgenden Woche wurden sie Siebte der Gstaad Open. Beim Grand Slam in Marseille zog sich Doppler einen Kreuzbandriss zu. Damit verpasste er die Olympischen Spiele in Athen, für die er sich eigentlich mit Berger qualifiziert hatte. In Gstaad erzielten Doppler/Berger mit dem fünften Rang ihr erstes Top-Ten-Ergebnis der World Tour 2005. Bei der WM in Berlin verloren sie zu Beginn das österreichische Duell gegen Gosch/Strauß. In der zweiten Verliererrunde mussten sie sich den Brasilianern Santos/Rego geschlagen geben und beendeten das Turnier auf dem 25. Platz. Besser lief es beim Grand Slam in Stavanger und den Stare Jabłonki Open mit zwei neunten Plätzen. In Montreal wurden Doppler/Berger Fünfte, in Athen Siebte und in Acapulco Neunte. Danach trennte sich das Duo.
Doppler trat ab 2006 erneut mit Peter Gartmayer an. Nach einem 13. Platz bei den Shanghai Open wurden Doppler/Gartmeyer Siebte in Zagreb und kamen in Espinho auf den neunten Rang. Im Achtelfinale des Grand Slams in Klagenfurt erlitt Doppler erneut einen Kreuzbandriss. 2007 kehrte das Duo mit neunten Plätzen in Shanghai und Manama auf die World Tour zurück. Dieses Ergebnis erzielten sie auch dreimal in Folge bei den Grand Slams in Paris, Stavanger und Berlin. Bei der WM in Gstaad kamen sie als Gruppenzweite bis ins Achtelfinale, in dem sich die neuen Weltmeister Rogers/Dalhausser aus den USA durchsetzten. Mit neunten Plätzen in Klagenfurt und Stavanger sowie dem fünften Rang in Åland gab es für die beiden Österreicher weitere Top-8- bzw. Top-16-Ergebnisse auf der World Tour. Bei der EM in Valencia besiegten sie in der Hauptrunde unter anderem die Titelverteidiger Brink/Dieckmann, bevor sie nach einer Niederlage gegen die Esten Kais/Vesik in die Verliererrunde mussten. Diese überstanden sie ohne Satzverlust und nach einer erfolgreichen Revanche im Halbfinale besiegten sie im Endspiel die Niederländer Reinder Nummerdor und Richard Schuil. Zum Jahresabschluss wurden die Europameister Neunte in Sankt Petersburg und Fünfte in Stare Jablonki. Bei den ersten vier Open-Turnieren 2008 war ein siebter Platz in Prag das beste Ergebnis für Doppler/Gartmeyer. Bei den folgenden Grand Slams wurden sie unter anderem Neunter in Paris und Fünfter in Stavanger. Bei der EM in Hamburg gelang Nummerdor/Schuil in der zweiten Hauptrunde die Revanche gegen die Titelverteidiger, die dann in der Verliererrunde ihren österreichischen Konkurrenten Gosch/Horst unterlagen. Nach einem fünften Platz in Klagenfurt reisten sie zu den Olympischen Spielen in Peking. Dort wurden sie mit drei knappen Siegen Erster ihrer Vorrundengruppe und qualifizierten sich für das Achtelfinale, das sie dann gegen die für Georgien spielenden Brasilianer Geor/Gia verloren. Somit beendeten sie ihr erstes gemeinsames Olympiaturnier auf dem neunten Rang. In Kristiansand wurden sie anschließend Fünfte, bevor sich nach den Mallorca Open trennten.
Dopplers neuer Partner ab 2009 wurde Matthias Mellitzer. Bei der WM in Stavanger überstand das neue Duo als Gruppendritter knapp die Vorrunde, schied dann aber gegen die späteren Finalisten Harley/Alison aus. Bei der World Tour 2009 war ein 13. Platz in Kristiansand das beste Ergebnis für Doppler/Mellitzer. In der Heimat wurden sie österreichischer Meister, womit Doppler bereits seinen vierten nationalen Titel gewann. 2010 belegten sie den fünften Platz beim Grand Slam in Klagenfurt und kamen damit erstmals bei einem FIVB-Turnier in das Achtelfinale. Bei der EM in Berlin erreichten sie das Endspiel gegen die Niederländer Nummerdor/Schuil, die erneut Europameister wurden. Bei der österreichischen Meisterschaft trat Doppler nochmal mit seinem früheren Partner Berger an und verteidigte seinen Titel erfolgreich. 2011 wurden Doppler/Mellitzer in der Vorrunde der WM in Rom Gruppendritter; dann besiegten sie aber das US-Duo Jennings/Wong und kamen ins Achtelfinale, in dem gegen die Dänen Søderberg/Hoyer das Aus kam. Dieser neunte Platz war für die beiden Österreicher das beste internationale Ergebnis in der Saison. Bei der EM in Kristiansand verloren sie in der ersten K.-o.-Runde gegen die Schweizer Laciga/Weingart.

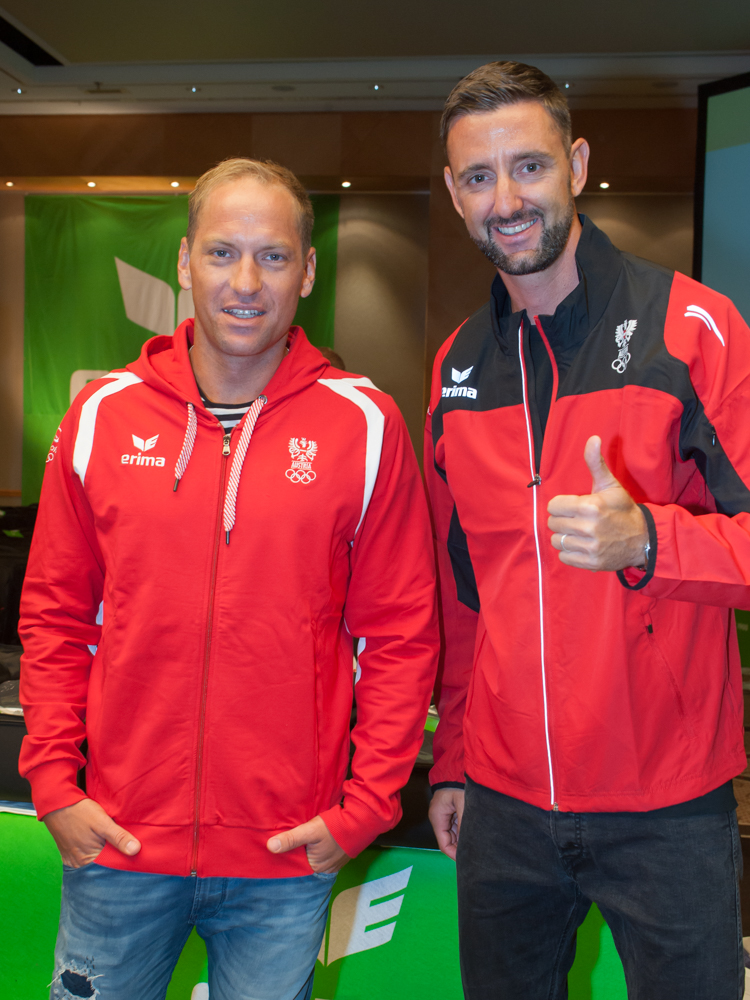
Einkleidung für die Olympischen Spiele 2016

Seit 2012 spielte Doppler mit Alexander Horst. Sie starteten mit einem siebten Platz bei den Mysłowice Open in ihre erste gemeinsame Saison und gewannen das Satellite-Turnier in Baden. Bei der EM in Scheveningen blieben sie in der Vorrunde ohne Satzverlust, aber im Achtelfinale unterlagen sie den mehrfachen Europameistern Nummerdor/Schuil nach drei Sätzen. Nach einem vierten Platz beim Continental Cup in Alanya qualifizierten sie sich über den World Cup noch für die Olympischen Spiele in London. Dort waren sie in der Vorrunde das schlechteste von drei punktgleichen Duos in ihrer Gruppe und schieden deshalb vorzeitig aus. Nach dem olympischen Turnier erreichten sie das Endspiel des Grand Slams in Stare Jabłonki, das die Letten Pļaviņš/Šmēdiņš gewannen; die Silbermedaille war die erste österreichische Medaille bei einem Grand Slam. Außerdem wurde das Duo österreichischer Meister, für Doppler war es bereits der sechste nationale Titel. 2013 wurden Doppler/Horst Neunte des Grand Slams in Corrientes und Siebte beim Baden Masters. Anschließend gelang ihnen bei den aufeinanderfolgenden Grand Slams in Den Haag und Rom jeweils ein fünfter Platz. Bei der WM in Stare Jabłonki gewannen sie ihre Vorrundengruppe und das erste Hauptrundenspiel, bevor sie sich im Achtelfinale den späteren Weltmeistern Brouwer/Meeuwsen geschlagen geben mussten. Anschließend wurden sie Gstaad ebenfalls Neunte und gewannen das Masters in Novi Sad. Bei der EM in Klagenfurt erlitt Doppler während des zweiten Vorrundenspiels wieder einen Kreuzbandriss; es war die dritte derartige Verletzung in seiner Karriere.
Im Mai 2014 kehrte er beim Grand Slam in Shanghai mit Horst zurück zur World Tour. Kurz darauf erreichten sie die Endspiele der CEV-Turniere in Antalya und Baden. Bei der EM in Quartu Sant’Elena besiegten sie im Achtelfinale die amtierenden Weltmeister Brouwer/Meeuwsen und gewannen schließlich mit einem Erfolg gegen die Titelverteidiger Gavira/Herrera die Bronzemedaille. Im weiteren Verlauf der World Tour erzielten sie weitere vordere Platzierungen als Fünfter in Gstaad, Neunter in Klagenfurt und Vierter in Stare Jabłonki. Ohne Satzverlust gewannen sie außerdem die österreichische Meisterschaft, womit Doppler seine siebten nationalen Titel erreichte. Ähnlich erfolgreich begannen Doppler/Horst die Saison 2015. Fünften Plätzen beim Grand Slam in Moskau und dem Poreč Major folgten ein neunter Rang in Stavanger und ein vierter Platz in Sankt Petersburg. Bei der WM in den Niederlanden schieden sie als Gruppenzweite in der ersten K.-o.-Runde gegen die US-Amerikaner Gibb/Patterson aus. Nach einem neunten Platz beim Gstaad Major gewannen sie als Dritte in Yokohama ihre zweite Grand-Slam-Medaille. Bei der EM in Klagenfurt blieben sie in der Vorrunde und im Achtelfinale ohne Satzverlust, bevor sie im Viertelfinale von den Italienern Ranghieri/Carambula bezwungen wurden. Fünfte wurden sie auch beim Grand Slam in Long Beach, und beim World-Tour-Finale in Fort Lauderdale belegten sie den neunten Rang.
Als Fünfter des Grand Slams in Rio de Janeiro und Neunte der Doha Open blieben Doppler/Horst in den ersten Turnieren der World Tour 2016 in den Top-16. Als Gruppensieger kamen sie ins Achtelfinale der EM in Biel/Bienne, das sie gegen Gavira/Herrera verloren. Beim Poreč Major erreichten sie das Endspiel, in dem sie erst im Tiebreak den brasilianischen Weltmeistern Alison/Bruno unterlagen. Über die Olympiarangliste qualifizierten sie sich für die Olympischen Spiele in Rio de Janeiro. Dort gelang ihnen in der Vorrunde die Revanche gegen Alison/Bruno. Sie kamen als Gruppendritter ins Achtelfinale, das sie gegen die Kubaner Díaz/González verloren.
2017 blieben Doppler/Horst auf der World Tour erfolgreich. Nur in Fort Lauderdale und in Gstaad verpassten sie die Runde der letzten Sechzehn, während sie in Rio de Janeiro und Moskau Neunter sowie in Den Haag und Poreč Fünfter wurden. Bei der Weltmeisterschaft in Wien kamen sie als Gruppenzweite in die K.-o.-Phase; dort gelangten sie mit vier weiteren Siegen ins Endspiel, in dem sie den Brasilianern Evandro/André Loyola unterlagen.
2018 erreichten sie im World Ranking der FIVB Platz 14.
Im August 2021 gab das Duo Doppler/Horst bei der Beachvolleyball-Europameisterschaft 2021 in Wien das letzte gemeinsame Spiel auf internationaler Ebene.
Seit 2022 war Thomas Kunert Dopplers neuer Partner. Im August 2023 kündigte Doppler an, seine Karriere zu beenden.

## Auszeichnungen
- 2017: Goldener Rathausmann der Stadt Wien[15][16]